# Neurois
Neurois is een geslacht van vlinders van de familie Uilen (Noctuidae), uit de onderfamilie Noctuinae.

## Soorten
- N. atrovirens Walker, 1865
- N. cadioui Hreblay & Ronkay
- N. lenormandi Oberthür, 1921
- N. nigroviridis Walker, 1865
- N. renalba Moore, 1882